# Kétpettyes virágcincér
A kétpettyes virágcincér (Vadonia unipunctata) a cincérfélék családjába tartozó, Dél-Európában és Kis-Ázsiában honos, lágyszárú növényeken élő bogárfaj. 

## Megjelenése
A kétpettyes virágcincér testhossza 7-15 mm. Előhátának hátsó pereme jóval szélesebb az elsőnél, szárnyfedőinek oldalvonalai végig keskenyednek. Teste fekete színű, szárnyfedői vörösbarnák; a szárnyfedőkön egy-egy kis, kerek, fekete folt látható, a varrat keskenyen, olykor egészen végig elmosódottan barnás vagy fekete. Az előtor nagyon sűrűn és durván pontozott. A fej és az előtor szőrei fehéresek vagy sárgásak. A hímek hátulsó lábszárának csúcsán két sarkantyú található. A hátulsó combok külső oldalának szőrei lesimulók.  

## Elterjedése és életmódja
Dél-Európában (az Ibériai-félszigettől Dél-Oroszországig) és Kis-Ázsiában honos. Magyarországon országszerte megtalálható, nem ritka faj, inkább a domb- és alacsonyabb hegyvidékek déli fekvésű, meleg és száraz élőhelyeinek lakója. 
Lárvája különféle élő lágyszárú növények (varfű, ördögszem, stb.) gyökerében él. Fejlődése legalább két évig tart. Az imágó májustól augusztusig rajzik. Nappal aktív, főleg virágokon tartózkodik.

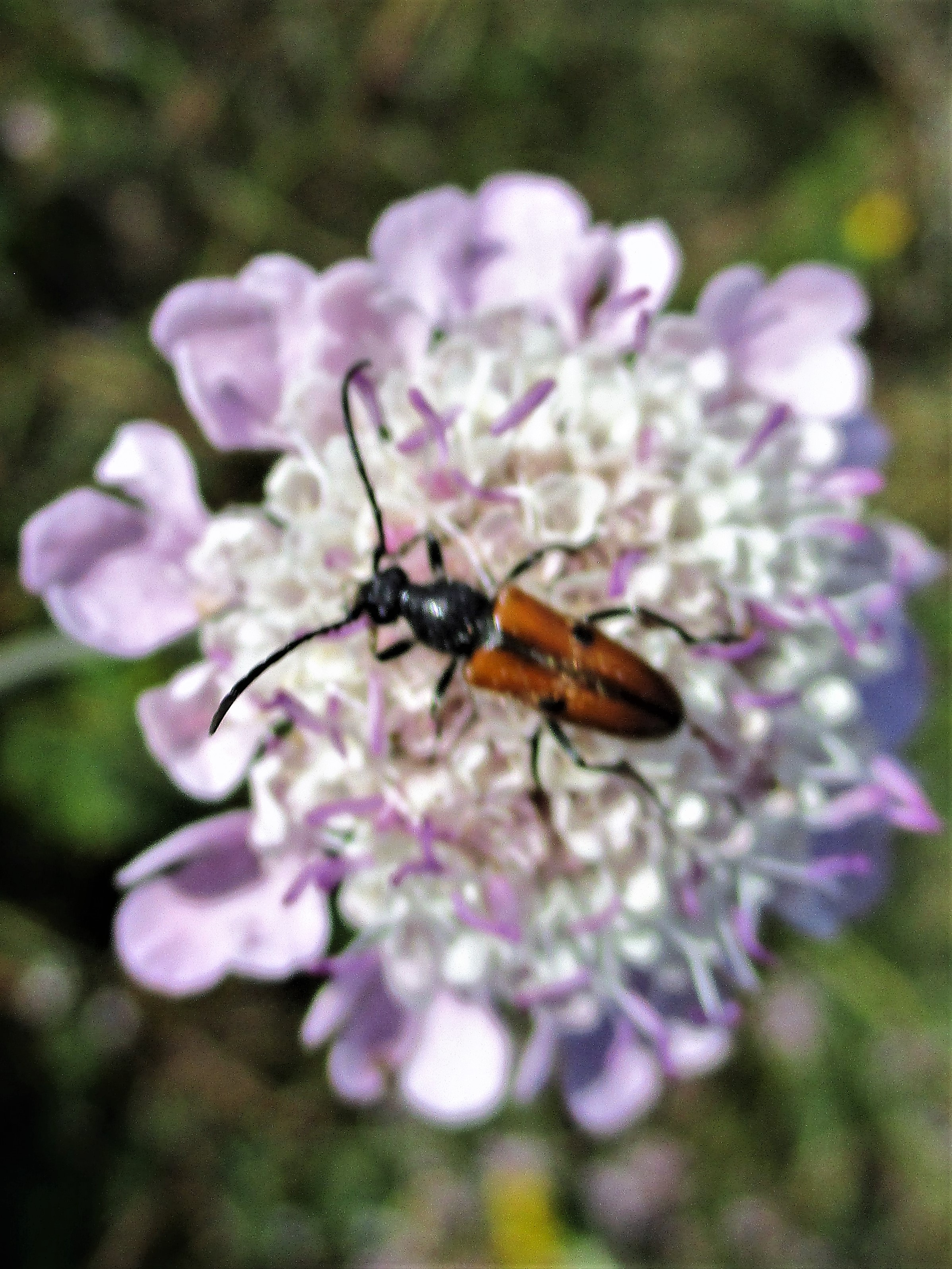
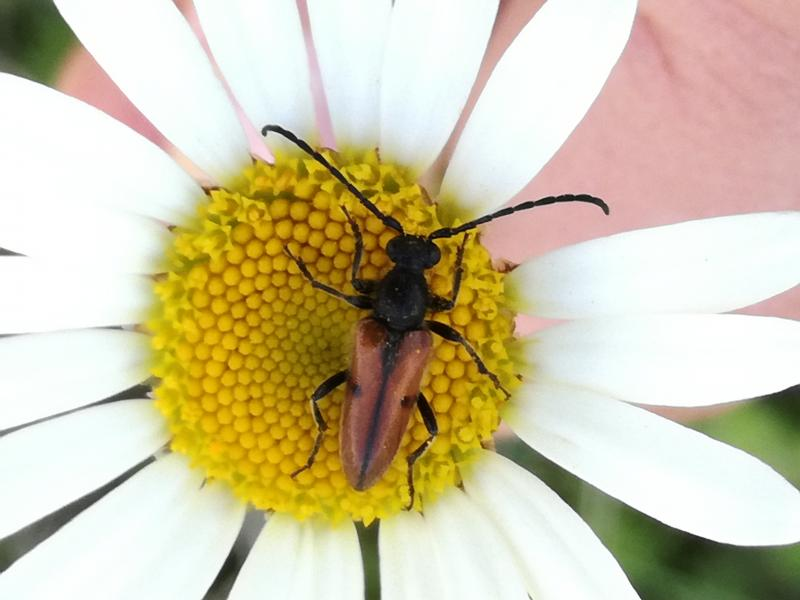

Magyarországon nem védett.